# Johann Friedrich Stock

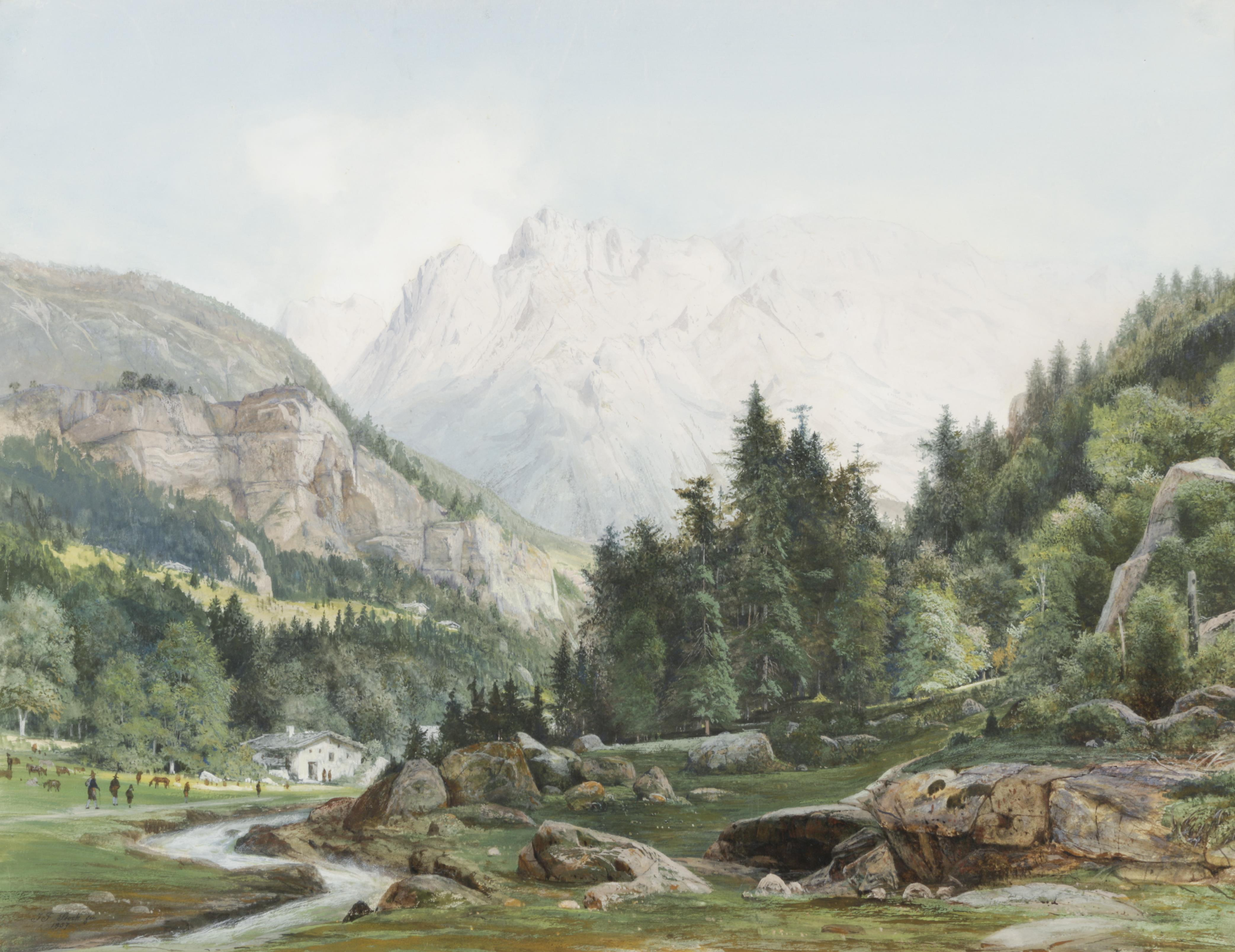
Das Karwendelgebirge, Gemälde von Johann Friedrich Stock, 1857

Johann Friedrich Stock (* um 1800 in Bremen; † 16. September 1866 in Breslau) war ein deutscher Maler und Zeichner.

## Biografie
Johann Friedrich Stock studierte 1824 an der Akademie der Künste in Berlin. Danach war er in Berlin als Landschafts- und Architekturmaler tätig und war als Zeichner im Atelier von Paul Gropius, dem Sohn von Carl Wilhelm Gropius, angestellt. 1839 stellte er eine Reihe von Ölbildern aus. Er erstellte zahlreiche Zeichnungen für Stiche von Berliner Bauten und Stadtbildern, die in Galeriewerken wie dem Spiker vertreten waren. 1851 reiste er nach Rom und Neapel.